# Хвалово (Ленинградская область)
Хвалово — деревня в Волховском районе Ленинградской области. Административный центр Хваловского сельского поселения.

## История
На карте Санкт-Петербургской губернии Ф. Ф. Шуберта 1834 года близ Никольского Сясьского погоста Заонежской половины упоминается деревня Хвалова.

ХВАЛОВО — деревня принадлежит генерал-лейтенанту Апрелеву, число жителей по ревизии: 55 м. п., 56 ж. п.

Близ оной церковь каменная во имя Св. Николая Чудотворца. (1838 год)

На карте Ф. Ф. Шуберта 1844 года также отмечена деревня Никольского погоста — Хвалово.

ХВАЛОВА — деревня тайной советницы Апрелевой, по почтовому тракту, число дворов — 20, число душ — 56 м. п. (1856 год)

ХВАЛОВО — деревня владельческая при реке Сяси, число дворов — 29, число жителей: 52 м. п., 57 ж. п.; Часовен православных две. (1862 год)

В 1864—1865 годах временнообязанные крестьяне деревни выкупили свои земельные наделы у И. Ф. Апрелева и стали собственниками земли.

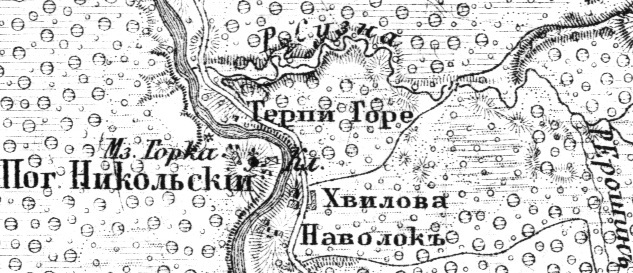
Деревня Хвалово на карте 1872 года

Сборник Центрального статистического комитета описывал её так:

ХВАЛОВА (ХВАЛОВО) — деревня бывшая владельческая при реке Сяси, дворов — 27, жителей — 144;
 Волостное правление, школа, 2 лавки, постоялый двор. (1885 год)

Согласно епархиальным сведениям 1899 года церковь Святой Троицы (ранее Казанская (Николаевская)) Никольско-Сясьского погоста в селе Хвалово являлась центром православного прихода, в который входили 36 окрестных деревень.
В конце XIX — начале XX века деревня административно относилась к Хваловской волости 2-го стана Новоладожского уезда Санкт-Петербургской губернии.
По данным «Памятной книжки Санкт-Петербургской губернии» за 1905 год деревня Хвалово входила в Наволокское сельское общество, в деревне находилось волостное правление.
Согласно военно-топографической карте Петроградской и Новгородской губерний издания 1915 года деревня называлась Хвилова.
С 1917 по 1923 год деревня Хвалово входила в состав Хваловской волости Новоладожского уезда.
Согласно карте Петербургской губернии издания 1922 года деревня вновь называлась Хвилова.
С 1923 года в составе Наволоцкого сельсовета Колчановской волости Волховского уезда.
С 1927 года в составе Волховского района.
В 1928 году население деревни составляло 224 человека.
Согласно карте Ленинградской области Северо-западного аэрогеодезического треста ГГУ издания 1932 года деревня насчитывала 26 крестьянских дворов. В деревне располагалась почтово-телеграфная контора.
По данным 1933 года деревня Хвалово являлась административным центром Наволоцкого сельсовета Волховского района, в который входили 19 населённых пунктов: деревни Буянец, Верхнее Холезёво, Горово, Засузенье, Красная Воля, Кулаково, Льзи, Наволок, Нижнее Холезёво, Никольская Гора, Новина, Перетино, Раны, Рябово, Савеницы, Теребуня, Хвалово, Холмы; погост Никольский, общей численностью населения 1442 человека.
По данным 1936 года в состав Наволоцкого сельсовета входили 14 населённых пунктов, 316 хозяйств и 11 колхозов.
С 1946 года в составе Новоладожского района.
16 июня 1954 года после объединения Мелексинского и Наволокского сельсоветов деревня стала центром Хваловского сельсовета.
В 1961 году население деревни составляло 108 человек.
С 1963 года вновь в составе Волховского района.
По данным 1966 и 1973 годов деревня Хвалово также являлась административным центром Хваловского сельсовета, в деревне располагалась центральная усадьба совхоза «Победа Октября».
По данным 1990 года деревня Хвалово являлась административным центром Хваловского сельсовета, в который входили 35 населённых пунктов, общей численностью населения 1379 человек. В самой деревне Хвалово проживали 1006 человек.
В 1997 году в деревне Хвалово, центре Хваловской волости, проживали 1059 человек, в 2002 году — 920 человек (русские — 96 %).
С 1 января 2006 года, в соответствии с областным законом № 56-оз от 6 сентября 2004 года «Об установлении границ и наделении соответствующим статусом муниципального образования Волховский муниципальный район и муниципальных образований в его составе», деревня Хвалово является центром Хваловского сельского поселения.
В 2007 году в ней проживали 1095 человек.

## География
Деревня расположена в восточной части района на федеральной автодороге А114 (Вологда — Новая Ладога).
Деревня находится на правом берегу реки Сясь.
Расстояние до районного центра — 55 км.
Расстояние до ближайшей железнодорожной станции Колчаново — 15 км.

## Демография
| 1862 | 2007  | 2010 | 2017  |
| ---- | ----- | ---- | ----- |
| 109  | ↗1095 | ↘888 | ↗1138 |

### Национальный состав
Согласно данным Всероссийской переписи населения 2021 года в деревне проживали 811 человек, из них:
 русские — 751, киргизы — 12, украинцы — 8, таджики — 7, тувинцы — 6, узбеки — 5, белорусы — 3, буряты — 2, грузины — 2, коми — 2, балкарцы — 1, карелы — 1, молдаване — 1, татары — 1, другие национальности — 5 человек, остальные национальность не указали.